# Grzegorz Antoni Ogiński
Grzegorz (Hrehory) Antoni Ogiński herbu Ogiński (ur. 23 czerwca 1654  – zm. 17 października 1709) – hetman wielki litewski od 1709, hetman polny litewski od 1703, starosta generalny żmudzki od 1698, chorąży wielki litewski od 1687, cześnik wielki litewski od 1684, starosta tryski, mścibowski, omieciński, jezierzyski, telszewski, członek konfederacji olkienickiej 1700 roku.
Ojcem jego był  Jan Jacek Ogiński (zm. 1684), wojewoda połocki, hetman polny litewski. 
Ks. Grzegorz A. Ogiński w 1686 ożenił się z Ks. Teofilą Czartoryską - wdową po Jerzym Krasickim - Stolniku Przemyskim, który  umierając zapisał  jej dobra koło Dynowa  
W 1691 -   wydał zarządzenie porządkowe i przywileje dla  Dynowa. Miał syna: Kazimierza Marcjana (zm. 1727), który był podstolim litewskim. Poseł sejmiku powiatu wołkowyskiego na sejm konwokacyjny 1696 roku.
Poseł sejmiku wołkowyskiego na sejm 1690 roku, sejm 1695 roku.
Grzegorz Antoni Ogiński  był jednym z przywódców powstania szlachty litewskiej przeciwko Sapiehom. W czasie wojny domowej na Litwie odniósł zwycięstwo nad stronnikami sapieżyńskimi w bitwie pod Olkienikami 18 listopada 1700. 
19 listopada 1702 r. gen. szwedzki Magnus Stenbock wysłał z Rzeszowa na Dynów 300 osobowy oddział jazdy w celu schwytania   Grzegorza Ogińskiego, stronnika  i  bliskiego współpracownika króla Augusta II. Nie mogąc dostać starosty wołkowyskiego, Szwedzi spalili Dynów i złupili okoliczne dobra.  
August II Mocny, 20 listopada 1703 nadał mu buławę polną litewską, a w 1709 buławę wielką.
W 1705 został kawalerem Orderu Orła Białego. G. Ogiński rządził Dynowem aż do śmierci w 1709 r. 